# Sit roquer
El sit roquer (Emberiza impetuani) és un ocell de la família dels emberízids (Emberizidae).

## Hàbitat i distribució
Habita matolls secs i semidesert a Namíbia, Botswana i sud-oest de Zimbabwe fins Sud-àfrica.

## Subespècies
Es reconeixen dues subespècies:
- E. i. impetuani (Smith, 1836) - costa central d'Angola fins a Namíbia, Botswana, Zimbabwe i del sud al nord-oest de Sud-àfrica. (inclou E. i. eremica)
- E. i. sloggetti (Macdonald, 1957) - oest de Sud-àfrica.

De totes les autoritats taxonòmiques més importants només la Clements Checklist of Birds of the World considera Emberiza impetuani eremica una tercera subespècie.